# Золота лихоманка

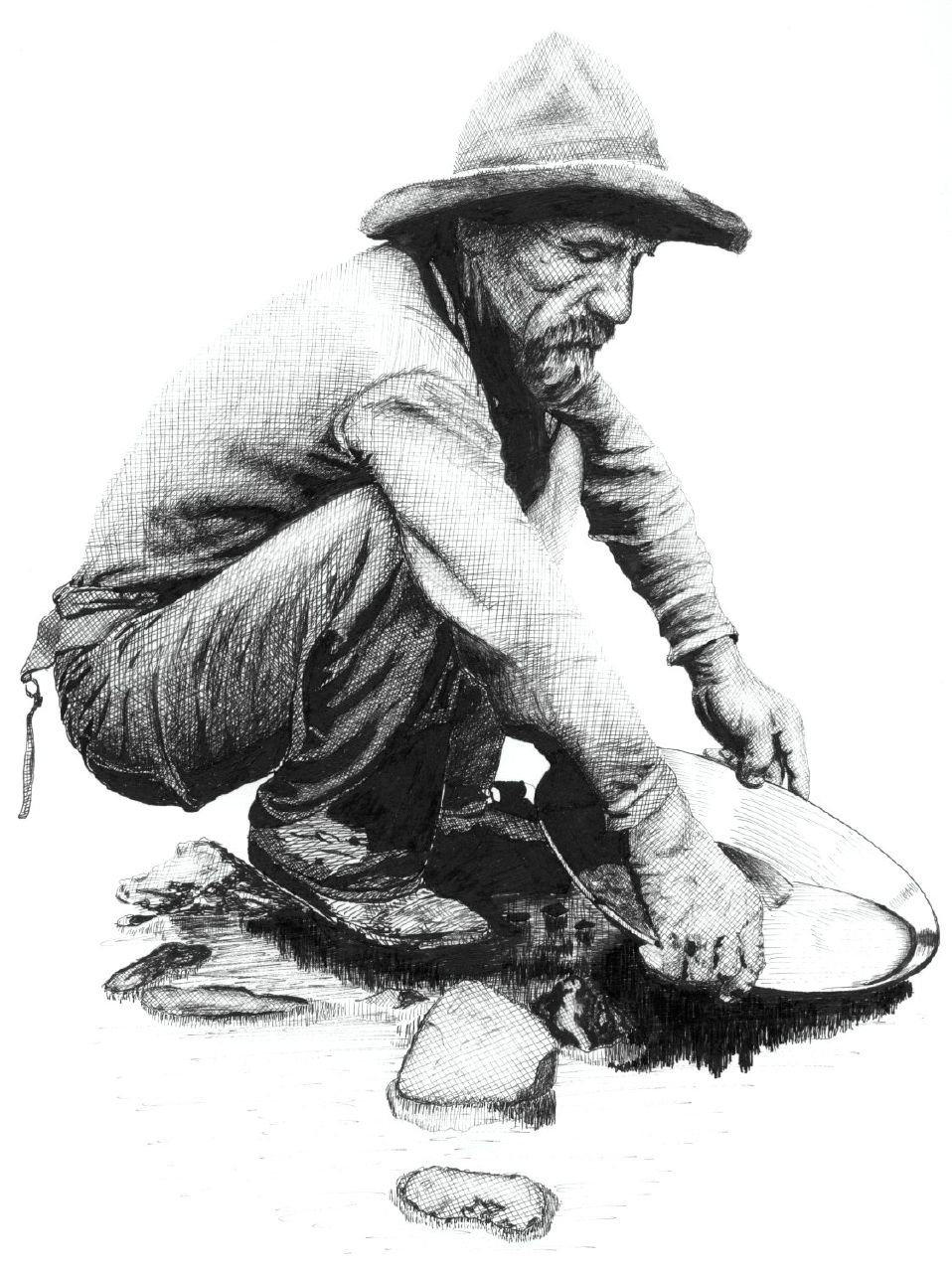
Каліфорнійський старатель 1850-х років

Золота лихоманка (лат. fevra aura, англ. gold rush) — неорганізоване масове видобування золота на нововідкритих родовищах. Характеризується стихійним напливом старателів, примітивними способами видобутку золота з застосуванням ручної праці.
Характерними обставинами, що призводили до масового руху старателів у райони видобутку, були величезні незаймані розсипні поклади, які зосереджувались на малих глибинах і могли розроблятися шліховим методом, а також швидке поширення інформації про відкриття таких родовищ і яскраві перекази про швидке збагачення золотошукачів.
Великі золоті лихоманки відбулися в США, Австралії, Канаді та Південній Африці в XIX столітті. Більшість золотих лихоманок тривали недовго і вщухали, коли вичерпувалися найдоступніші родовища золота. На основі деяких тимчасових поселень старателів виникли міста і золодовидобувні підприємства, хоча більшість місць видобутку занепали.

## Історія
Перша золота лихоманка відбулася в Південній Америці, в колоніальній Бразилії. Почалася в 1693 році через конкуренцію з боку карибських колоній, які займалися виробництвом цукру. Першими великими родовищами золота в Бразилії були Мінас-Жерайс, Гояс і Мату-Гросу.
У Північній Америці поблизу Далонеги, штат Джорджія, наприкінці 1820-х років теж знайшли золото. Відкриття там родовищ стало поштовхом до Закону про виселення індіанців 1830 року та їхньої депортації по Дорозі сліз. Найвідоміша лихоманка сталася на Саттерс-Міллі біля річки Сакраменто в Каліфорнії в 1848 році. 24 січня того ж року, коли Джон Саттер будував лісопильний завод, його тесля Джеймс В. Маршалл знайшов у регіоні золото. Саттер і Маршалл погодилися стати партнерами та домовилися зберігати своє відкриття в таємниці. Проте незабаром про поклади золота дізналися тисячі охочих легко розбагатіти. Наступного року близько 80 тис. старателів прибули до каліфорнійських золотих родовищ, і до 1853 року їх стало вже 250 тис. Американські родовища зазвичай містили золотий пісок чи дрібні золоті зерна. Під час каліфорнійської золотої лихоманки, пік якої припав на 1852 рік, було видобуто дорогоцінного металу на загальну суму $2 млрд.
Наступна велика золота лихоманка почалася в Австралії в 1851 році, коли були знайдені багаті родовища в регіонах Балларат і Бендіго штату Вікторія. В Австралії, на відміну від Америки, були легко доступні золоті самородки великих розмірів. Найбільший з них, «самородок Голтермана», важив понад 75 кг.

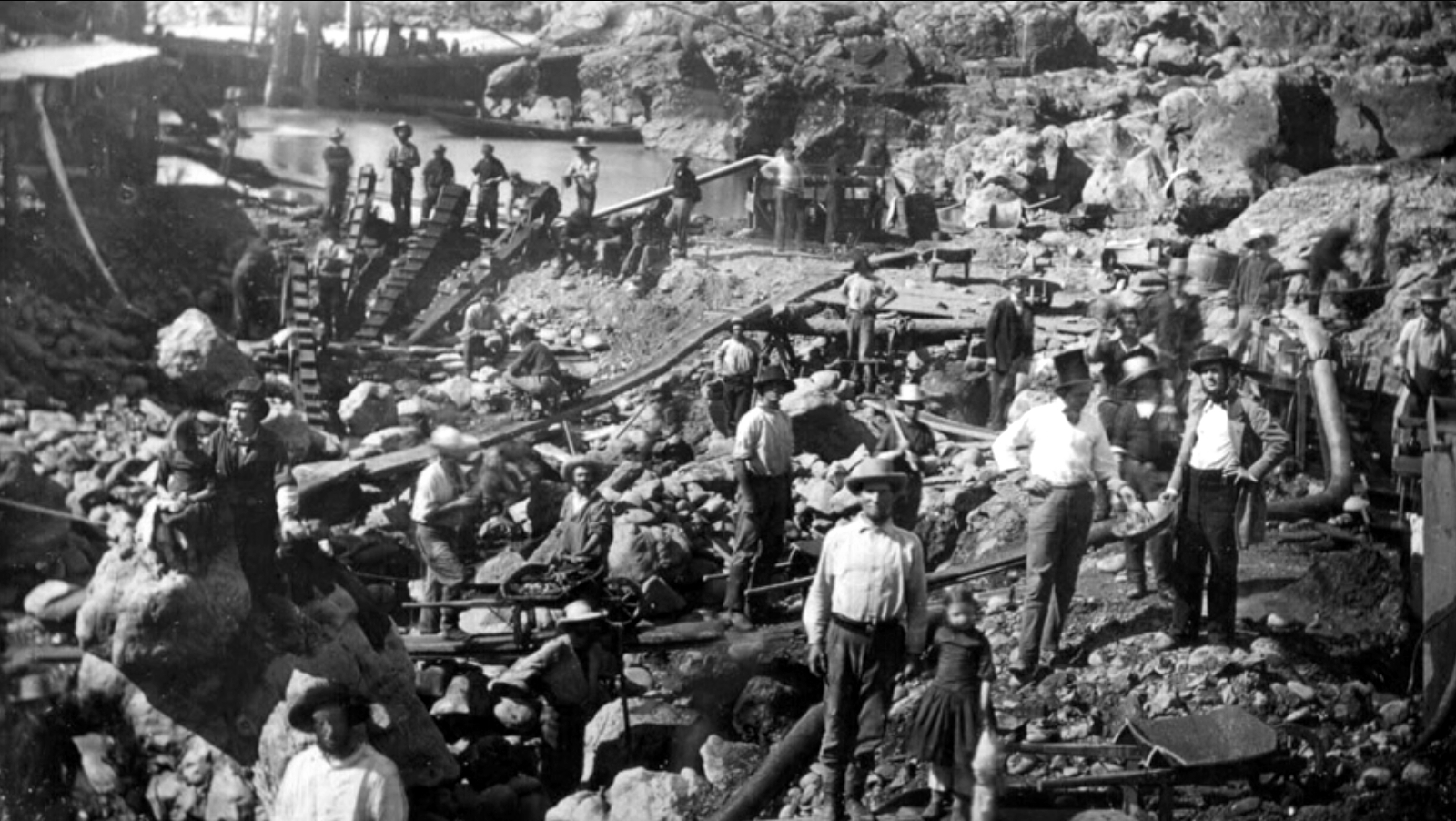
Видобуток золота на річці Сакраменто

Менші золоті лихоманки відбувалися в Америці вздовж річки Фрейзер у Британській Колумбії (1858), у Комсток-Лоде поблизу Вірджинія-Сіті в Неваді (1859—1860), вздовж Крипл-Крік у Колорадо (кінець 1850-х, 1890-ті роки) і в Блек Галз Південної Дакоти (1876—1878). Сильні холоди супроводжували одну з останніх великих північноамериканських золотих лихоманок уздовж річки Клондайк та інших приток верхів'їв річки Юкон на території Канади в 1896 році. Лихоманка повною мірою продовжилася в 1898 році, завдяки чому виникло нове місто Доусон для розміщення шахтарів. Клондайська золота лихоманка була популяризована творами Джека Лондона, проте була недовгою і фактично закінчилася до 1899 року.

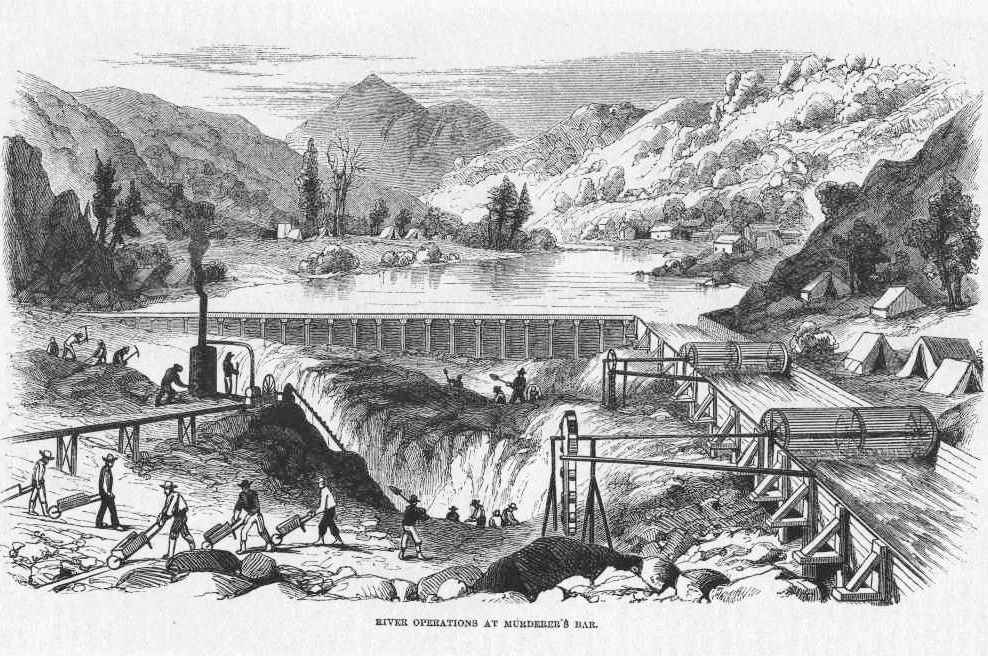
Видобуток золота з осушеного дна річки в Каліфорнії

Золота лихоманка в Південній Африці відрізнялася за своїм характером від Північної Америки та Австралії. У 1886 році шукач алмазів з Кімберлі на ім'я Джордж Гаррісон виявив золото в Трансваалі. До кінця року ця територія була оголошена золотим родовищем і село Йоганнесбург стало центром видобутку. Але видобуток золота вимагав великих попередніх вкладень коштів і механізації праці, тому швидко стало очевидним, що родовища не можуть оброблятися незалежними шахтарями-авантюристами. Багато малих гірничодобувних компаній у Вітватерсранді поступово об'єдналися у великі гірничодобувні корпорації.
Золота лихоманка в Сибіру пов'язана з указом 1812 року купцям і дворянам шукати золото й срібло з метою наповнення державної казни (в той час тривала війна проти Наполеона). Велике родовище на Уралі вдалося знайти в 1827 році. Його виявив селянин Єгор Лєсной, згодом убитий. Родовище стали розробляти купці Попови. Це дало приклад іншим купцям, які знайшли інші родовища. Розвідка відбувалася силами каторжників і відправлених у заслання. До 1835 року на пошуки золота прибули тисячі охочих. Успішні розробки родовищ ручними інструментами тривали до 1850-х. До кінця XIX століття Сибір давав щорічно 1025 пудів золота — майже 3/4 від загальноросійського видобутку. Надалі видобутком займалися приватні підприємці, що використовували найманих робітників. Потім, у 1928 році, на Колимі знайшли нові родовища. Саме там на місці старательських артілей виник сумнозвісний «Севвостлаг» — один із найстрашніших таборів ОГПУ, в якому одночасно перебувало до 170 тисяч ув'язнених, 120 тисяч з яких були задіяні в видобутку золота та вольфраму.
Остання велика золота лихоманка розгорнулася в Бразилії після того, як у 1978 році в селі Серра-Пелада знайшли великі поклади. Кілька тисяч людей вирушили в північну Бразилію, а потім їхня кількість зросла до 500 тис. У результаті бразильське виробництво золота зросло з приблизно 20 тонн до понад 100 тонн на рік. Між 1986 і 1990 роками понад 20 % корінного населення яномамі загинуло внаслідок масового вторгнення понад 40 тис. золотошукачів і, як наслідок, поширення хвороб. Багато корінних народів Бразилії постраждали від забруднення річок і виснаження рибних запасів, спричинених головним чином ртуттю, яка використовується при видобутку золота. Після загального падіння виробництва золота фінансова криза 2007—2008 років спровокувала нову золоту лихоманку в Бразилії, яка триває досі.
Золота лихоманка зазвичай вщухала, коли найлегші для видобутку родовища вичерпувалися. Тимчасові поселення, яким не вистачало іншої життєздатної економічної діяльності, незабаром перетворилися на міста-привиди. Подальша розробка родовищ відбувалася завдяки організованій діяльності шахтарів і використанню механізованої праці. На відміну від золотих родовищ у Північній Америці та Австралії, які зазвичай виснажувалися через кілька років або десятиліття роботи, видобуток у Африці навпаки постійно зростав з 1890-х років і триває досі.

## Найбільші золоті лихоманки

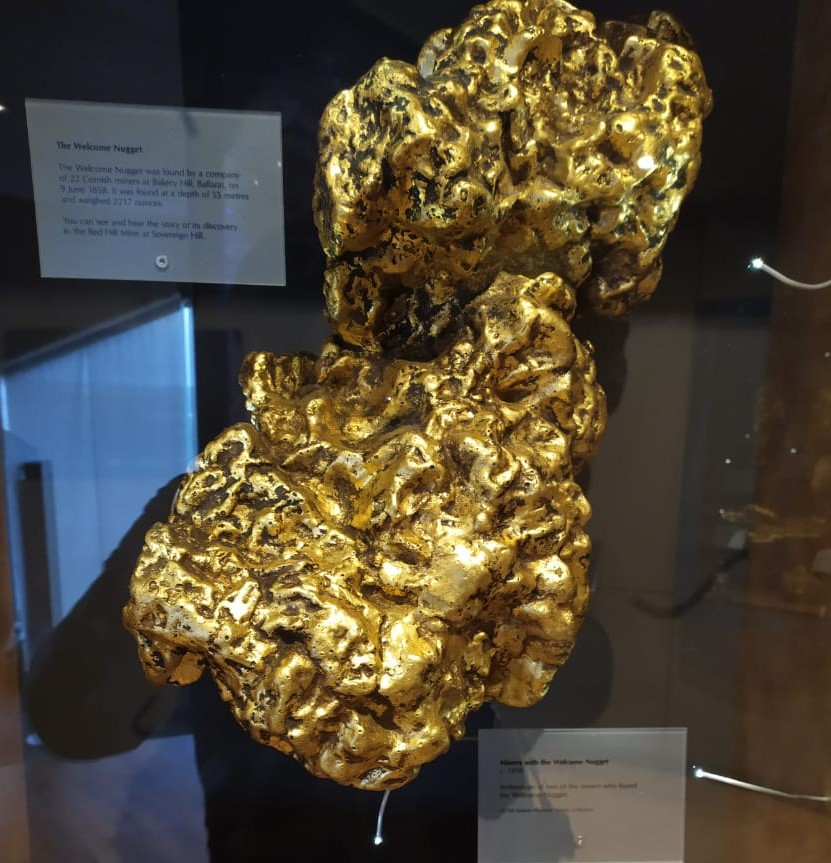
Репліка золотого самородка, знайденого в Вікторії

- Бразильська золота лихоманка (1693-1700-і)
- Золота лихоманка у Сибіру (1812-1840-і)
- Каліфорнійська золота лихоманка (1848—1855)
- Золота лихоманка у Вікторії (1851-1860-і)
- Золота лихоманка каньйону Фрейзер (1858—1859)
- Вітватерсрандська золота лихоманка (1886)
- Клондайкська золота лихоманка (1896—1899)

## Технології видобутку
Найпростішою технологією отримання золота було промивання золотовмісних піску та каміння в лотках (шліховий метод). При цьому перекопувалися уламкові матеріали на берегах річок і струмків, у яких містилися крупинки золота. Крім звичайних лотків, використовували ручні коливальні верстати, що складалися з решета, під яким розміщувався похилий жолоб із поперечними заглибинами. Старателі застосовували навіть античний метод — промивали пісок через руно та на бичих шкурах.
Складнішим методом було розмивання ґрунту потужним струменем води, яка транспортувала пісок і каміння у спеціальні шлюзи. Це були викладені каменем канали завдовжки 100—300 м, дно яких облаштовували поперечними лежнями або ребристими плитами для затримання частинок золота.

## Значення

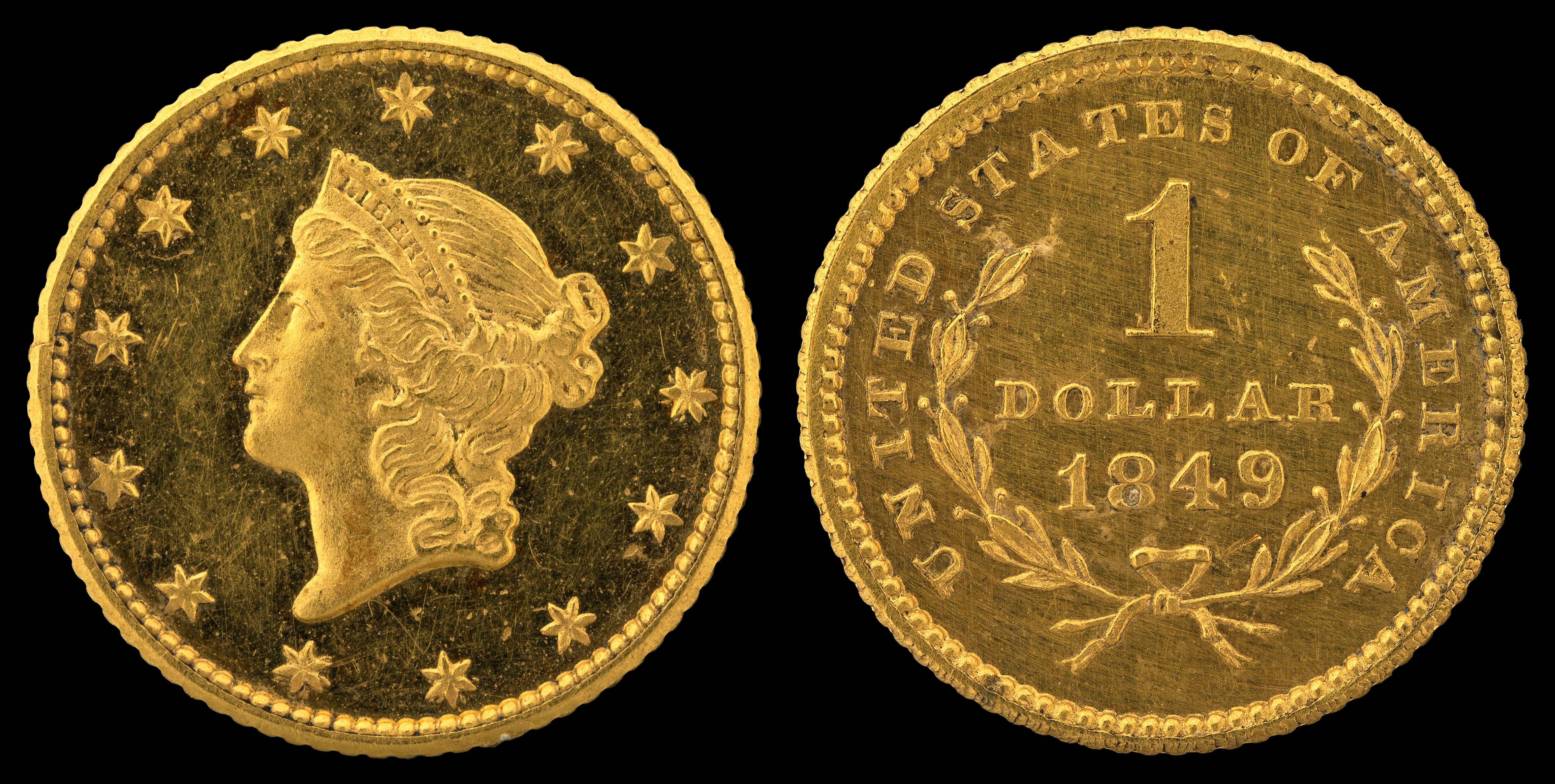
Золотий долар США, 1848—1854 років

Золоті лихоманки XIX ст., попри примітивні технології видобутку золота, здійснили суттєвий вплив на економічні та фінансові процеси доби промислової революції та індустріальної епохи. Великі обсяги видобутку призвели до встановлення грошового золотого стандарту: широкого обігу золотих монет, витіснення срібла, яке стало виконувати роль розмінних грошей, а також вільного обміну паперових грошей на золоті монети. Це сприяло стабільному розвитку світових грошових відносин, що утворили світову фінансову систему, істотному впливу банків на економічні перетворення, а також формуванню міжнародних центрів фінансового капіталу. Величезні запаси золота цілеспрямовано накопичувалися у США, які, маючи величезний видобуток на своїй території, скуповували значну частину світового видобутку золота, що з часом забезпечило ключовий статус долара США у світовій торгівлі.
Видобуте золото дало поштовх фінансуванню розбудови підприємств і містобудуванню. Потреба в забезпеченні тисяч людей продовольством, одягом, знаряддями праці, банківськими послугами (обмін видобутого золота на гроші) призвела до розвитку бізнесу. Численні міграції трудового люду в місця розробок золота сприяли освоєнню й заселенню віддалених територій. Багато робітників лишалися в великих новозбудованих поселеннях. Потреба утворення шляхів сполучень між центральними районами та гірничопромисловими осередками призвели до інтенсивного прокладання доріг (у тому числі залізниць), розвитку залізничного й пароплавного транспорту, будівництва, стрімкого розвитку торгівлі.
У той же час відсутність чіткого гірничого законодавства й обмежені правоохоронні заходи призводили до численних самозахоплень багатих ділянок і збройних суперечок між старателями. Золоті лихоманки загострювали соціальну нерівність. Так, у США індіанці, мексиканці, китайці не мали прав на оренду ділянок і могли бути лише найманими робітниками. Місцеве населення виганяли з територій, щоб проводити там видобуток коштовного металу.

## Інтернет-ресурси
- Object of History: the Gold Nugget [Архівовано 5 квітня 2016 у Wayback Machine.]
- PBS' American Experience: The Gold Rush [Архівовано 29 листопада 2010 у Wayback Machine.]
- The Australian Gold Rush [Архівовано 23 вересня 2005 у Wayback Machine.]
- Off to the Klondike! The Search for Gold [Архівовано 2 квітня 2016 у Wayback Machine.] — Illustrated Historical Essay
- California Gold Rush; diggers in Mazatlan on their way to California
- Article on the California Gold Rush from EH.NET's Encyclopedia
- The Independent (7 May 2007): Ulster's Gold Rush [Архівовано 2 грудня 2009 у Wayback Machine.]